# Emozionale
Emozionale è il penultimo album di inediti di Al Bano e Romina Power, pubblicato in Italia e in altri paesi europei nel 1995. Nel 1996 è stata pubblicata anche la seconda edizione dell'album con l'aggiunta di È la mia vita, canzone con la quale Al Bano partecipò al Festival di Sanremo 1996. In Argentina il CD è stato pubblicato con il titolo Amor sagrado.
Tra le varie canzoni ci sono anche duetti con il soprano Montserrat Caballé in Cantico e con il chitarrista Paco de Lucía in Na, na, na e Un sasso nel cuore.
È stata realizzata anche una versione video dell'album intitolata Una vita emozionale.

## Tracce
1. È la mia vita (Maurizio Fabrizio, Pino Marino)
2. Santa Maria (Joachim Horn Bernges, Oliver Statz, Oscar Avogadro)
3. Tu perdonami (Guido Morra, Romina Power, Maurizio Fabrizio)
4. Dammi un segno (Albano Carrisi, Oscar Avogadro, Albano Carrisi)
5. Resta ancora (Albano Carrisi)
6. C'è una luce (Albano Carrisi)
7. Cantico (duetto con Montserrat Caballé) (Albano Carrisi, Oscar Avogadro)
8. In Mexico (Oscar Avogadro, Enrico Riccardi)
9. Impossibile (Albano Carrisi, Romina Power, Juliane Werding, Dietmar Kawohl)
10. Everybody loves (Albano Carrisi, Maurizio Fabrizio, Romina Power)
11. E mi manchi (Albano Carrisi, Romina Power)
12. Un sasso nel cuore (duetto con Paco de Lucía) (Albano Carrisi)
13. Na, na, na (Paco de Lucía Version) (Albano Carrisi, Romina Power)

### Amor sagrado
L'edizione del disco pubblicata in Argentina nel 1996.
1. È la mia vita (Maurizio Fabrizio, Pino Marino)
2. Santa Maria (Joachim Horn Bernges, Oliver Statz, Oscar Avogadro)
3. Tu perdonami (Guido Morra, Romina Power, Maurizio Fabrizio)
4. Dammi un segno (Albano Carrisi, Oscar Avogadro, Albano Carrisi)
5. Resta ancora (Albano Carrisi)
6. C'è una luce (Albano Carrisi)
7. Cantico (duetto con Montserrat Caballé) (Albano Carrisi, Oscar Avogadro)
8. In Mexico (Oscar Avogadro, Enrico Riccardi)
9. Impossibile (en español) (Albano Carrisi, Romina Power, Juliane Werding, Dietmar Kawohl)
10. Everybody loves (Albano Carrisi, Maurizio Fabrizio, Romina Power)
11. E mi manchi (Albano Carrisi, Romina Power)
12. Un sasso nel cuore (duetto con Paco de Lucía) (Albano Carrisi)
13. Na, na, na (en español) (Albano Carrisi, Romina Power)

## Classifiche
| Classifica | Posizione |
| ---------- | --------- |
| Austria    | 13        |
| Germania   | 62        |